# Альба дель Монте
Альба дель Монте (англ. Alba Del Monte), род. 8 августа 1975, Севилья) — испанская порноактриса, лауреатка премий AVN Awards и XRCO Award.

## Биография
Родилась 8 августа 1975 года в Севилье. Дебютировала в порноиндустрии в 1997 году, в возрасте около 19 лет, снявшись с бойфрендом в любительском фильме в Севилье и отправив плёнку дистрибьютору Fisgón Club. Позже под именем Андреа Морантес (Andrea Morantes) снялась в фильме Sexo en Sevilla («Секс в Севилье»). После этого работала только с ведущей в отрасли компании в Испании, International Film Grup.
Была представлена на Барселонском фестивале 1998 года. В январе 1999 года Альбе представилась возможность познакомиться с крупнейшими игроками индустрии в Лас-Вегасе на ежегодной выставке AVN Adult Entertainment Expo.
В 1999 году получила Ninfa как лучшая испанская порноактриса на Международном фестивале эротического кино в Барселоне, а в 2000 году выиграла AVN Awards в категории «лучшая сексуальная сцена иностранного производства» за роль в When Rocco Meats Kelly 2 совместно с Келли, Начо Видалем и Рокко Сиффреди.
В 2000 году была номинирована на Hot d’Or как лучшая новая европейская старлетка.
Ушла из индустрии в 2003 году, снявшись в 23 фильмах.

## Награды и номинации
- 1999 XRCO Award победа — лучшая сцена анального секса или двойного проникновения — When Rocco Meats Kelly 2
- 2000 Hot d’Or номинация — лучшая новая европейская старлетка
- 2000 AVN Award победа — лучшая секс-сцена зарубежного производства — When Rocco Meats Kelly 2[3]

## Избранная фильмография
- When Rocco Meats Kelly 2 (1999)